# Paradoxostoma punctumlonsdalensis
Paradoxostoma punctumlonsdalensis is een mosselkreeftjessoort uit de familie van de Paradoxostomatidae. De wetenschappelijke naam van de soort is voor het eerst geldig gepubliceerd in 1980 door Hartmann.